# Osmia chrysaetos
Osmia chrysaetos är en biart som beskrevs av Warncke 1988. Osmia chrysaetos ingår i släktet murarbin, och familjen buksamlarbin. Inga underarter finns listade i Catalogue of Life.